# Namco × Capcom
Namco × Capcom (ナムコ クロス カプコン?, Namuko Kurosu Kapukon, Namco Cross Capcom) è un videogioco di ruolo sviluppato da Monolith Soft per PlayStation 2 in cui sono presenti personaggi provenienti da serie Namco e Capcom.

## Trama
Il gioco è ambientato nell'anno 20XX (un anno casuale presente nel ventunesimo secolo e anche un sottile riferimento alla data in cui è ambientata la serie di giochi di Mega Man). I protagonisti sono Arisu Reiji e Xiaomu (personaggi originali creati appositamente per questo gioco): i due lavorano per un'unità speciale chiamata Shinra investigando su fenomeni spirituali o disturbi provenienti dall'altromondo. Inizialmente sono impegnati ad investigare seguendo una traccia che li conduce verso una misteriosa "malattia sonnifera" presso l'area di Shibuya in Giappone, proprio lì diverrà apparente che qualcosa di più grande sta per accadere. Successivamente personaggi, sia buoni che malvagi, provenienti da altri mondi e altre epoche faranno la loro comparsa ritrovandosi nel Giappone dell'anno 20XX.

## Modalità di gioco
Il gioco è un ibrido fra Action RPG e RPG Strategico. Ci si muove su di un campo a griglie e i turni vengono determinati da chi fra i personaggi in gioco ha il maggiore numero di AP (questo AP system si può comparare con il CT system usato in Final Fantasy Tactics). Quando è il turno del giocatore è possibile muovere il proprio personaggio nel punto desiderato per poter attaccare il nemico o utilizzare tecniche speciali o oggetti.
Quando comincia la fase di attacco il gioco cambia dalla parte tattica a quella d'azione. Il personaggio ha un numero di "Branches", ovvero di attacchi, che può utilizzare. Ogni tasto direzionale del D-Pad combinato al tasto cerchio, o solamente il tasto cerchio, equivalgono ad un diverso attacco, un attacco vale 1 Branch. Se si realizza un determinato numero di colpi aerei (con il nemico sospeso a mezz'aria) si potranno ricevere bonus quali l'aggiunta di un Branch per il turno in cui si sta attaccando, oggetti, aumento della barra speciale o danni extra. Altri bonus che non siano oggetti vengono convertiti in Punti Esperienza extra alla fine della sequenza d'attacco. Nel momento in cui la barra dello Special Gauge del personaggio è piena, premendo il tasto triangolo sarà possibile utilizzare un attacco speciale. Alcuni personaggi potranno effettuare degli attacchi chiamati "Multiple Assault" se rispecchiano le condizioni desiderate nella griglia di combattimento. Anche la sequenza di Difesa ci porta nella schermata in stile Action RPG, durante l'attacco dell'avversario comparirà dalla sua parte una schermata con il D-Pad, premendo velocemente i tasti evidenziati sarà possibile ridurre il danno subito dall'avversario. Se la difesa riesce perfettamente gli AP delle unità si incrementeranno.
In tutto abbiamo 50 livelli (45 capitoli normali e 5 di prologo) e il gioco si può risolvere in un tempo stimato tra le 70 alle 100 ore.

### Personaggi originali

#### Protagonisti
Reiji Arisu (有栖零児?, Arisu Reiji)
Il personaggio principale del gioco. Suo padre fu ucciso 10 anni prima degli eventi del gioco in una delle varie battaglie che coinvolsero Shinra e Ouma. Reiji è descritto dalla sua partner Xiaomu, un "imbronciato tight-ass". Anche se non lo dimostra, si preoccupa molto per Xiaomu, anche se zittisce spesso molti dei commenti della partner, scherzosi o no. Porta con sé un fodero che contiene due spade e un fucile; entrambe le spade hanno un proprio elemento. Con sé porta anche una pistola che tiene legata alla vita.
Xiaomu (小牟?, Shaomu)
Co-protagonista del gioco, Xiaomu è conosciuta come una "volpe mistica" con un'età di 765 anni. Nella Shinra fu la partner del padre di Reiji, Shougo Arisu, 10 anni fa, prima della sua morte. Spesso Xiaomu mostra un certo interesse nei confronti di Reiji flirtando, benché egli la ignori spesso. Oltre a questo si dimostra essere molto protettiva nei confronti di Reiji ogni qual volta viene fuori l'argomento della morte di suo padre o quando appare Saya. Utilizza in battaglia una cane sword appartenente all'elemento del ghiaccio insieme ad un bastone Shakujo; anche lei come Reiji ha una pistola. È anche abile nell'utilizzare attacchi magici, come dei raggi di energia che fuoriescono dalle mani, con i quali aumenta il repertorio di tecniche a lungo raggio del duo.

#### Antagonisti
Saya (沙夜?, Saya)
Come Xiaomu, Saya è una volpe mannara, tuttavia è nata in Giappone e non in Cina. Fu coinvolta negli avvenimenti che coinvolsero Arisu Shougo e Xiaomu dieci anni fa, questo il motivo per cui Xiaomu tiene un rancore nei suoi confronti. Al contrario di Xiaomu, Saya è dalla parte dell'organizzazione rivale della Shinra: Ouma. Saya possiede una strana personalità che agli occhi degli altri si fa mostrare mai insicura di sé stessa ma sembra calma e sicura di sé, tutto il contrario della sua controparte Cinese Xiaomu. Dai ai suoi due rivali, Reiji e Xiamou, piccoli soprannomi come "ragazzo" o "piccolo"
99' (九十九?, Kyū jū Kyū)
Un nemico sigillato negli Abissi del Tempo dieci anni fa: Il Progetto Ouma ha in serbo di sciogliere il sigillo. Ha profondi legami con il clan Arisu.
Katana (片那?, Katana)
Un presunto clone completamente creato sulla base di Saya, benché la somiglianza fisica sia discutibile. Saya dice che fa parte del Progetto Ouma. È prodotta in serie e predisposta al combattimento.

### Lista dei personaggi
Questa è una lista dei personaggi più significativi che fanno parte di Namco x Capcom.
| Nome                           | Prima apparizione                                 | Anno | Compagnia | Ruolo                    | Doppiatore          |
| ------------------------------ | ------------------------------------------------- | ---- | --------- | ------------------------ | ------------------- |
| Amazona                        | Wonder Momo                                       | 1987 | Namco     | Nemico                   | Kumiko Watanabe     |
| Andaba                         | Genpei Tōma Den                                   | 1986 | Namco     | Alleato NPC/Commerciante | Non doppiato        |
| Armor King                     | Tekken                                            | 1994 | Namco     | Entrambi                 | Non doppiato        |
| Arthur                         | Ghosts 'n Goblins                                 | 1985 | Capcom    | Alleato                  | Fumihiko Tachiki    |
| Astaroth                       | Ghosts 'n Goblins                                 | 1985 | Capcom    | Nemico                   | Hideaki Nonaka      |
| Black Bravo Man                | Bravoman                                          | 1988 | Namco     | Nemico                   | Tomokazu Seki       |
| Black Valkyrie                 | The Legend of Valkyrie                            | 1989 | Namco     | Nemico                   | Kikuko Inoue        |
| Bravoman                       | Bravoman                                          | 1988 | Namco     | Alleato                  | Tetsu Inada         |
| Bruce McGivern                 | Resident Evil: Dead Aim                           | 2003 | Capcom    | Alleato                  | Hiroaki Hirata      |
| Cammy White                    | Super Street Fighter II                           | 1993 | Capcom    | Entrambi                 | Akiko Komoto        |
| Captain Commando               | Captain Commando                                  | 1991 | Capcom    | Alleato                  | Ryōtarō Okiayu      |
| Charade                        | Soulcalibur II                                    | 2002 | Namco     | Nemico                   | Non doppiato        |
| Chun-Li                        | Street Fighter II                                 | 1991 | Capcom    | Alleato                  | Atsuko Tanaka       |
| Demitri Maximoff               | Darkstalkers                                      | 1994 | Capcom    | Alleato                  | Nobuyuki Hiyama     |
| Devil Kazuya                   | Tekken 2                                          | 1995 | Namco     | Nemico                   | Masanori Shinohara  |
| Druaga                         | The Tower of Druaga                               | 1984 | Namco     | Nemico                   | Fumihiko Tachiki    |
| Druk                           | Captain Commando                                  | 1991 | Capcom    | Nemico                   | Non doppiato        |
| Enma                           | Yōkai Dōchūki                                     | 1987 | Namco     | Alleato NPC              | Non doppiato        |
| Evil Ryu                       | Street Fighter Alpha 2                            | 1996 | Capcom    | Nemico                   | Toshiyuki Morikawa  |
| Felicia                        | Darkstalkers                                      | 1994 | Capcom    | Alleato                  | Kae Araki           |
| Fong Ling                      | Resident Evil: Dead Aim                           | 2003 | Capcom    | Alleato                  | Kae Araki           |
| Gilgamesh                      | The Tower of Druaga                               | 1984 | Namco     | Alleato                  | Akira Ishida        |
| Gouki (Akuma)                  | Super Street Fighter II Turbo                     | 1994 | Capcom    | Nemico                   | Tomomichi Nishimura |
| Grandmaster Meio               | Strider                                           | 1989 | Capcom    | Nemico                   | Tetsuo Mizutori     |
| Guntz                          | Klonoa 2: Dream Champ Tournament                  | 2002 | Namco     | Alleato                  | Takahiro Sakurai    |
| Guy                            | Final Fight                                       | 1989 | Capcom    | Alleato                  | Tetsuya Iwanaga     |
| Heihachi Mishima               | Tekken                                            | 1994 | Namco     | Alleato                  | Daisuke Gōri        |
| Hideo Shimazu                  | Rival Schools: United by Fate                     | 1998 | Capcom    | Alleato                  | Tetsuo Mizutori     |
| Hiromi Tengenji                | Burning Force                                     | 1989 | Namco     | Alleato                  | Chisa Yokoyama      |
| Hoover (Baby Head)             | Captain Commando                                  | 1991 | Capcom    | Alleato                  | Yuko Sasamoto       |
| Ishtar                         | The Tower of Druaga                               | 1984 | Namco     | Alleato NPC              | Non doppiato        |
| Janga                          | Klonoa Heroes: Densetsu no Star Medal             | 2002 | Namco     | Nemico                   | Nobuyuki Hiyama     |
| Jennety (Mack the Knife)       | Captain Commando                                  | 1991 | Capcom    | Alleato                  | Non doppiato        |
| Jin Kazama                     | Tekken 3                                          | 1997 | Namco     | Alleato                  | Isshin Chiba        |
| Joka                           | Klonoa: Door to Phantomile                        | 1997 | Namco     | Nemico                   | Toshio Furukawa     |
| Judas (Leon Magnus)            | Tales of Destiny 2                                | 2002 | Namco     | Entrambi                 | Hikaru Midorikawa   |
| Juli                           | Street Fighter Alpha 3                            | 1998 | Capcom    | Nemico                   | Akiko Kōmoto        |
| Juni                           | Street Fighter Alpha 3                            | 1998 | Capcom    | Nemico                   | Akiko Kōmoto        |
| Kamuz                          | The Legend of Valkyrie                            | 1989 | Namco     | Nemico                   | Non doppiato        |
| Karin Kanzuki                  | Street Fighter Alpha 3                            | 1998 | Capcom    | Alleato                  | Miho Yamada         |
| Ken Masters                    | Street Fighter                                    | 1987 | Capcom    | Alleato                  | Tetsuya Iwanaga     |
| Ki (prononciato "Kai")         | The Tower of Druaga                               | 1984 | Namco     | Alleato                  | Rie Tanaka          |
| King II                        | Tekken 3                                          | 1994 | Namco     | Alleato                  | Non doppiato        |
| Kiso Yoshinaka                 | Genpei Tōma Den                                   | 1986 | Namco     | Nemico                   | Non doppiato        |
| Klonoa                         | Klonoa: Door to Phantomile                        | 1997 | Namco     | Alleato                  | Kumiko Watanabe     |
| Kobun (Servbot)                | Rockman DASH                                      | 1997 | Capcom    | Alleato                  | Chisa Yokoyama      |
| KOS-MOS                        | Xenosaga Episode I: Der Wille zur Macht           | 2002 | Namco     | Alleato                  | Mariko Suzuki       |
| Krino Sandra (Whirlo)          | The Adventure of Valkyrie: Legend of the Time Key | 1986 | Namco     | Alleato                  | Yuuji Ueda          |
| Kyoko Minazuki                 | Rival Schools: United by Fate                     | 1998 | Capcom    | Alleato                  | Kotono Mitsuishi    |
| Lei-Lei (Hsien-Ko)             | Night Warriors: Darkstalkers Revenge              | 1995 | Capcom    | Alleato                  | Michiko Neya        |
| Lilith                         | Darkstalkers 3                                    | 1997 | Capcom    | Entrambi                 | Yuka Imai           |
| Lolo                           | Klonoa 2: Lunatea's Veil                          | 2001 | Namco     | Alleato NPC              | Non doppiato        |
| Minamoto no Yoritomo           | Genpei Tōma Den                                   | 1986 | Namco     | Nemico                   | Non doppiato        |
| Minamoto no Yoshitsune         | Genpei Tōma Den                                   | 1986 | Namco     | Nemico                   | Isshin Chiba        |
| Mitsurugi Heishirō             | Soul Edge                                         | 1995 | Namco     | Alleato                  | Toshiyuki Morikawa  |
| Mike Haggar                    | Final Fight                                       | 1989 | Capcom    | Alleato                  | Tesshō Genda        |
| MOMO                           | Xenosaga Episode I: Der Wille zur Macht           | 2002 | Namco     | Alleato                  | Rumi Shishido       |
| Morrigan Aensland              | Darkstalkers                                      | 1994 | Capcom    | Alleato                  | Yayoi Jinguji       |
| Nebiros                        | Ghosts 'n Goblins                                 | 1985 | Capcom    | Nemico                   | Non doppiato        |
| Ninety Nine                    | Original                                          | 2005 | Namco     | Nemico                   | Yūko Mizutani       |
| Ogre & True Ogre               | Tekken 3                                          | 1996 | Namco     | Nemico                   | Non doppiato        |
| Red Arremer Joker              | Super Ghouls 'n Ghosts (GBA)                      | 2002 | Capcom    | Nemico                   | Takahiro Sakurai    |
| Regina                         | Dino Crisis                                       | 1999 | Capcom    | Alleato                  | Atsuko Tanaka       |
| Reiji Arisu                    | Original                                          | 2005 | Namco     | Alleato                  | Kazuhiko Inoue      |
| Rock Volnutt (MegaMan Volnutt) | Rockman DASH                                      | 1997 | Capcom    | Alleato                  | Mayumi Tanaka       |
| Rockman Juno (MegaMan Juno)    | Rockman DASH                                      | 1997 | Capcom    | Nemico                   | Akira Ishida        |
| Roll Caskett                   | Rockman DASH                                      | 1997 | Capcom    | Alleato                  | Keiko Yokozawa      |
| Rose                           | Street Fighter Alpha                              | 1995 | Capcom    | Entrambi                 | Michiko Neya        |
| Rutee Kartret (Rutee Katrea)   | Tales of Destiny                                  | 1997 | Namco     | Alleato                  | Yuka Imai           |
| Ryu                            | Street Fighter                                    | 1987 | Capcom    | Alleato                  | Toshiyuki Morikawa  |
| Sabine                         | The Legend of Valkyrie                            | 1989 | Namco     | Alleato                  | Ayako Kawasumi      |
| Saitō Musashibō Benkei         | Genpei Tōma Den                                   | 1986 | Namco     | Nemico                   | Daisuke Gōri        |
| Sakura Kasugano                | Street Fighter Alpha 2                            | 1996 | Capcom    | Alleato                  | Yuko Sasamoto       |
| Saya                           | Original                                          | 2005 | Namco     | Nemico                   | Yūko Mizutani       |
| Shion Uzuki                    | Xenosaga Episode I: Der Wille zur Macht           | 2002 | Namco     | Alleato                  | Ai Maeda            |
| Sho (Ginzu the Ninja)          | Captain Commando                                  | 1991 | Capcom    | Alleato                  | Hideyuki Hori       |
| Shturm                         | Captain Commando                                  | 1991 | Capcom    | Nemico                   | Non doppiato        |
| Shturm Jr.                     | Captain Commando                                  | 1991 | Capcom    | Nemico                   | Non doppiato        |
| Solo                           | Strider                                           | 1989 | Capcom    | Nemico                   | Non doppiato        |
| Stahn Aileron                  | Tales of Destiny                                  | 1997 | Namco     | Alleato                  | Tomokazu Seki       |
| Strider Hien                   | Strider 2                                         | 1999 | Capcom    | Nemico                   | Kousuke Toriumi     |
| Strider Hiryu                  | Strider                                           | 1989 | Capcom    | Alleato                  | Kousuke Toriumi     |
| Sylphie                        | Forgotten Worlds                                  | 1988 | Capcom    | Alleato/Commerciante     | Rie Tanaka          |
| Taira no Kagekiyo              | Genpei Tōma Den                                   | 1986 | Namco     | Alleato                  | Ryōtarō Okiayu      |
| Taizo Hori                     | Dig Dug                                           | 1982 | Namco     | Alleato                  | Toshio Furukawa     |
| Taki                           | Soul Edge                                         | 1995 | Namco     | Alleato                  | Fujiko Takimoto     |
| Tarosuke                       | Yōkai Dōchūki                                     | 1987 | Namco     | Alleato                  | Fujiko Takimoto     |
| Toby Masuyo                    | Baraduke                                          | 1985 | Namco     | Alleato                  | Yūko Mizutani       |
| Tong Poo                       | Strider                                           | 1989 | Capcom    | Nemico                   | Non doppiato        |
| Tron Bonne                     | Rockman DASH                                      | 1997 | Capcom    | Alleato                  | Mayumi Iizuka       |
| Unknown Soldier 1P             | Forgotten Worlds                                  | 1988 | Capcom    | Alleato                  | Akio Ōtsuka         |
| Unknown Soldier 2P             | Forgotten Worlds                                  | 1988 | Capcom    | Alleato                  | Tesshō Genda        |
| Valkyrie                       | The Adventure of Valkyrie: Legend of the Time Key | 1986 | Namco     | Alleato                  | Kikuko Inoue        |
| Vega (M. Bison)                | Street Fighter II                                 | 1991 | Capcom    | Nemico                   | Tomomichi Nishimura |
| Waya-Hime                      | Bravoman                                          | 1988 | Namco     | Entrambi                 | Mariko Suzuki       |
| Wonder Momo                    | Wonder Momo                                       | 1987 | Namco     | Alleato                  | Ayako Kawasumi      |
| Xiaomu                         | Original                                          | 2005 | Namco     | Alleato                  | Omi Minami          |
| Zabel Zarock (Lord Raptor)     | Darkstalkers                                      | 1997 | Capcom    | Nemico                   | Yuuji Ueda          |
| Zouna                          | The Adventure of Valkyrie: Legend of the Time Key | 1986 | Namco     | Nemico                   | Non doppiato        |
| Zule                           | The Legend of Valkyrie                            | 1989 | Namco     | Commerciante             | Kenichi Mochizuki   |